# Ninox punctulata
Coruja-gavião-salpicada ou mocho-da-celebes (Ninox punctulata) é uma espécie de ave estrigiforme pertencente à família Strigidae.